# Денгдит
Денгдит («великий дождь») — в мифологии динка божество, имеющее облик небесного быка и посылающее на землю дождь. Имя «Денгдит» буквально означает «большой (или великий) дождь»

## Краткая биография
Согласно сюжету мифа динка, мать Денгдита спустилась с неба на землю, будучи беременной. Люди встретили её, натерли тело жиром убитого буйвола и поместили в хижине без дверей. Через некоторое время она родила ребёнка, у которого были сформировавшиеся зубы и который плакал кровавыми слезами. Поскольку во время родов пошёл сильный ливень, мать назвала сына Денгдит («великий дождь») и оставила его людям, сказав, что он будет вызывать дождь.

Денгдит стал первым правителем народа динка, а в старости он исчез во время грозы.

## Деятельность
Денгдит считается создателем людей: по легенде, он дал своей жене ком жира, который она размягчила на огне и стала лепить из него мужчин и женщин. Вылепленные таким образом люди спускались на землю по «небесной дороге» — веревке, соединяющей небо и землю.

В создании людей также принимал участие тесть Денгдита, однако он выпил большую часть жира и люди у него получались уродливые. Тесть испугался гнева Денгдита и убежал на землю по той же «небесной дороге», по которой туда отправлялись люди. После этого по его просьбе веревка была перекушена соколом, таким образом небо отделилось от земли. По другим данным, сам Денгдит отделил небо от земли.

Некоторые мифы говорят о том, что у Денгдита и его жены Альет (по другим данным Ман Доонг) родился сын Акол («солнце»), от которого произошли предки народов динка и нуэр.

## Культ
В святилищах Денгдита, распространенных по всей территории проживания динка, проходили ритуалы вызова дождя, а также празднования урожая и другие церемонии. Под деревом арадайб (священное дерево жены Денгдита Альет, из которого она якобы вышла) при наступлении сезона дождей совершались жертвоприношения.